# گلوریا کوسیده
گلوریا کوسیده (به انگلیسی: Gloria Koussihouede) (زادهٔ ۴ آوریل ۱۹۸۹) شناگر اهل بنین است.